# Internationaler Naturpark Bourtanger Moor-Bargerveen

Het Internationaler Naturpark Bourtanger Moor-Bargerveen is een grensoverschrijdend natuurpark volgens Duits concept in Zuidoost-Drenthe, het Eemsland en het Grafschaft Bentheim. Het gebied is 160 km² groot, waarvan 134 km² in Duitsland en 26 km² in Nederland. Het gebied was oorspronkelijk onderdeel van het 3000 km² grote Bourtangermoeras dat grotendeels verveend is. Zuidoost-Drenthe en aangrenzende gebieden in het Eemsland en Graafschap Bentheim behoorden tot de laatste delen die verveend werden. Dit gebeurde vanaf het midden van de 19e eeuw. In het natuurpark bevinden zich deels vergraven restanten van dit hoogveenmoeras en veenkoloniale landschappen die gekenmerkt worden door kanalen, lintdorpen, landbouw en in het Duitse deel ook nog vervening. Een andere veelgebruikte naam is Internationaler Naturpark Moor.
Het Nederlandse deel van het natuurpark bestaat grotendeels uit natuurreservaat het Bargerveen (2.100 hectare), waar de vervening is gestopt en waar geprobeerd wordt door vernatting weer levend hoogveen te laten ontstaan. Ook in het Duitse deel hebben vergraven venen deze bestemming gekregen, zodat in totaal 39 km² veenmoerasreservaat in het natuurpark is. Tezamen met de landschapsreservaten is er in totaal 46 km² aan reservaatsgebied.
Het natuurpark werd gesticht door op 1 juni 2006 de vereniging Internationaler Naturpark Bourtanger Moor-Bargerveen op te richten. Deze vereniging is gevestigd in Meppen. Het doel van de vereniging is om binnen het natuurpark "het behoud en beheer van de karakteristieke kwaliteiten van natuur en landschap te bevorderen." Twee jaar eerder had het onderzoek Veenland - internationaler Naturpark Moor gepleit voor een grensoverschrijdend natuurpark. De oppervlakte natuurgebied voldeed aan normen die in Duitsland aan een Naturpark gesteld worden. Bovendien is de status van Naturpark gunstig voor het verkrijgen van project- en Europese subsidies. Het onderzoek stelde voor om drie soorten gebieden te onderscheiden:
- Landbouwgebieden en wegen,
- Extensieve landbouwgebieden en bufferzones,
- Kwetsbare moerasreservaten en Ecologische verbindingszones.

In het bestuur van de vereniging zijn vertegenwoordigd: Landkreis Emsland, provincie Drenthe, Graftschaft Bentheim, de gemeenten Twist, Geeste, Wietmarschen en Emmen, Stadt Meppen en Stadt Haren

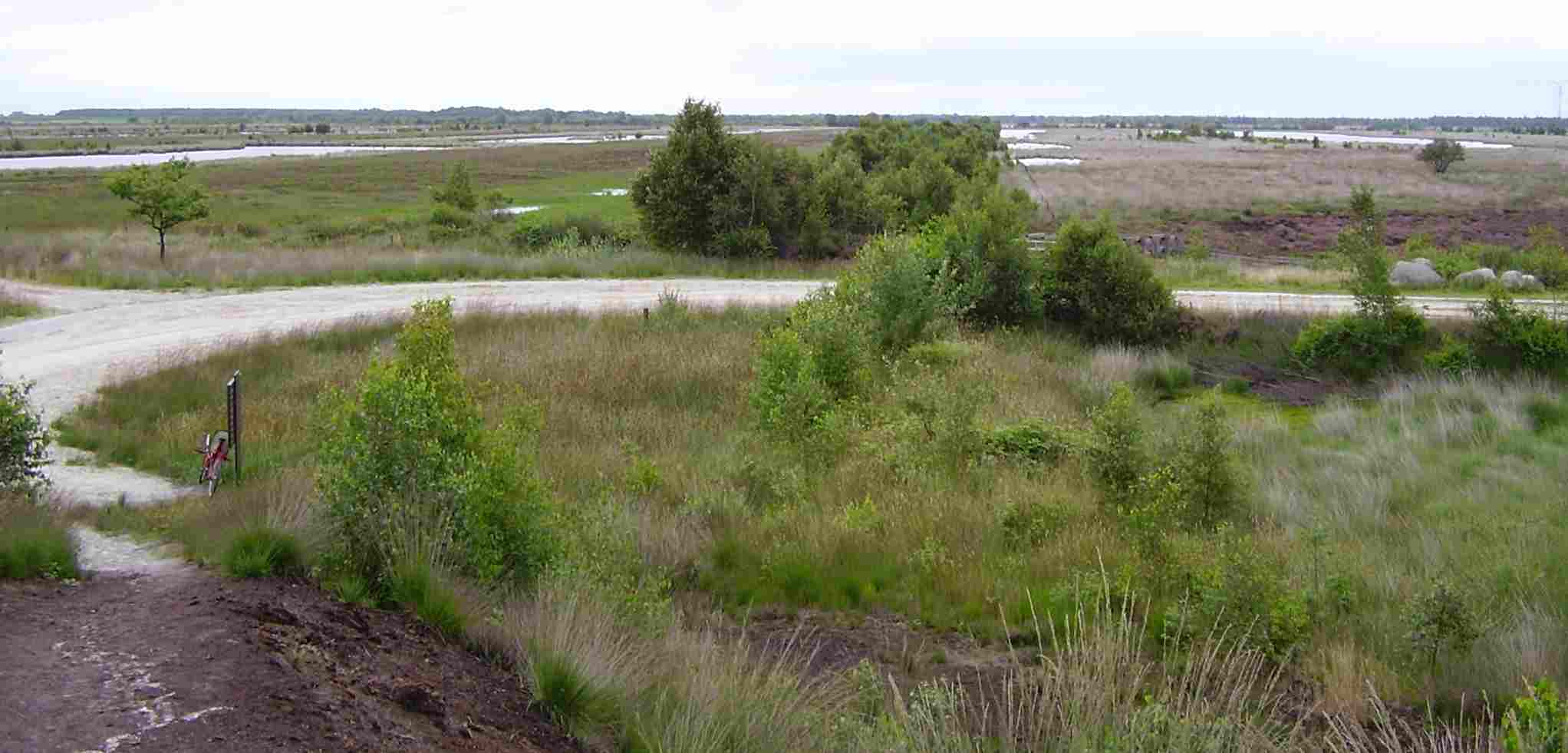
Het Bargerveen vanaf de uitzichtheuvel richting Duitsland gezien

.